# Цунами в Зондском проливе (2018)
Цунами в Зондском проливе — стихийное бедствие, произошедшее 22 декабря 2018 года в Зондском проливе в юго-западной части Индонезии. В результате цунами, предположительно вызванного извержением вулкана Анак-Кракатау, на яванском и суматранском берегах пролива погибло, по меньшей мере, 222 человека, более 800 были ранены.

## Предпосылки
Индонезия расположена в области Тихоокеанского вулканического огненного кольца, на её территории часто происходят землетрясения и расположено до 127 активных вулканов. Одним из таких вулканов является Анак-Кракатау (буквально «Дитя Кракатау») — активный вулкан в Зондском проливе, который сформировался в конце 1920-х годов на месте вулкана Кракатау, разрушившегося в ходе извержения в 1883 году — одного из самых сильных вулканических извержений в истории человечества.
Цунами в 2004 году произошло в то же время года (26 декабря) и также у берегов Индонезии, однако было гораздо мощнее: в частности, от цунами тогда пострадали побережья Таиланда и Шри-Ланки.

## Цунами
22 декабря в 21:03 по местному времени (14:03 UTC) Анак-Кракатау начал извергаться, повредив местное сейсмографическое оборудование. Сейсмографические станции, находящиеся на яванском и суматранском берегах пролива, зафиксировали непрерывные толчки. Индонезийское агентство по метеорологии, климатологии и геофизике (индон. Badan Meteorologi, Klimatologi, dan Geofisika — BMKG) обнаружило цунами около 21:27 по местному времени на западном побережье провинции Бантен, однако причина возникновения цунами оставалась неясной. Пресс-секретарь Национального индонезийского агентства по предотвращению стихийных бедствий (индон. Badan Nasional Penanggulangan Bencana — BNPB) Сутопо Пурво Нугрохо опубликовал заявление, в котором назвал цунами связывалось с аномально высокими приливами, обусловленными полнолунием в сочетании с подводным оползнем, который, в свою очередь, был вызван незначительным извержением вулкана Анак-Кракатау Согласно The Guardian, цунами было вызвано подводными оползнями, которые начались после извержения вулкана Анак-Кракатау.

## Жертвы
Индонезийский Национальный совет по борьбе со стихийными бедствиями изначально сообщил о 20 погибших и 165 раненых. На следующий день уже заявлялось о 43 погибших — тридцати трёх в Пандегланге, семерых в Южном Лампунге и трёх в Серанге; 584 пострадавших и двух пропавших без вести, большинство пострадавших (491 человек) также в Пандегланге. Сильно в округе пострадали пляжи, в том числе несколько популярных среди туристов (например, Танджунг-Лесунг). Позднее количество погибших достигло 62 человек, пропавших без вести — 20. В число пропавших без вести также попали люди, находившиеся в момент катаклизма на небольших островах, которые также являются частью округа Пандегланг. К 13:00 по местному времени 23 декабря BNPB подтвердил смерть 168 человек, число пострадавших достигло 745, 30 человек числились пропавшими без вести. По состоянию на 24 декабря, жертвами цунами стали 429 человек, пострадали 1459, 150 человек пропали без вести.
Среди погибших Аа Джимми — индонезийский актер, а также почти все участники группы Seventeen.

## Ущерб
Были серьёзно повреждены или уничтожены около 400 домов в Пандегланге, расположенные недалеко от побережья, также серьёзные повреждения получили девять отелей. 
В округе Южный Лампунг повреждения получили тридцать домов.

## Реакция
Президент Индонезии Джоко Видодо приказал Национальному агентству по предотвращению стихийных бедствий и Национальной армии Индонезии немедленно оказать необходимую помощь пострадавшим. Министерством туризма временно прекращена разработка направлений Лампунг и Бантен.